# Beschleierter Pappel-Seitling
Der Beschleierte Pappel-Seitling oder Espen-Seitling (Pleurotus calyptratus, syn. Lentodiopsis calyptrata, Tectella calyptrata) ist eine Pilzart aus der Familie der Seitlingsverwandten (Pleurotaceae). Die Art wird mit dem nahe verwandten Berindeten Seitling in die Untergattung Lentidiopsis gestellt. Markant für diese Gruppe ist ein zartes Velum bei jungen Fruchtkörpern.

## Merkmale

### Makroskopische Merkmale
Die 2,5–10 cm großen Fruchtkörper des Beschleierten Pappel-Seitlings sind halbkreis-, muschel- bis nierenförmig. Selten fruktifiziert die Art auch mit zungenförmigem Habitus. Die Hutoberfläche ist glatt, im Alter runzelig, kahl und zumindest bei feuchter Witterung etwas schmierig. Das Farbspektrum reicht von blass bräunlich-grau bis hell grau-blau. Ältere Exemplare können cremefarben bis weißlich ausblassen. Auffällig ist der weiße, später gilbende, hautartige Schleier, der sich bei jungen Fruchtkörpern von den Huträndern über die Lamellen spannt. Das Teilvelum reißt während des Wachstums auf und an den Rändern bleiben fetzige Überreste hängen. Die Lamellen stehen dicht gedrängt und haben gerne leicht schartige Schneiden. Sie sind weiß bis cremefarben, alt gelblich bis ocker-braun gefärbt. Das weiße Sporenpulver dunkelt beim Trocknen creme-gelb nach. Der seitlich angewachsene Stiel ist entweder kurz oder fehlt völlig. Das Fleisch hat eine weiße Farbe und zeigt im Anschnitt keinen Farbumschlag. Es riecht und schmeckt angenehm süßlich nach Früchten oder Honig, aber auch mehlartig bis unauffällig.

### Mikroskopische Merkmale
Die zylindrischen bis schlank elliptischen Sporen sind 10,5–15,5 µm lang, (3)4–5 µm breit und zeigen keine Jod-Farbreaktion. Zystiden fehlen. Die Lamellentrama ist dimitisch aufgebaut. Die 2–3,5 µm breiten Skeletthyphen sind dickwandig, relativ kurz und besitzen weder Septen noch Schnallen.

## Artabgrenzung

### Berindeter Seitling
Die Fruchtkörper des Beschleierten Pappel-Seitlings ähneln stark dem Berindeten Seitling. Ersterer hat jedoch keinen oder nur einen sehr kurzen Stiel, während sein Doppelgänger stets einen kurzen und kräftigen Stiel besitzt. Mikroskopisch lassen sich die beiden Arten anhand ihrer Sporenmaße trennen: Die Sporen des Beschleierten Pappel-Seitlings fallen mit 12–15 × 4–5 µm versus 9–13 × 3–4 µm beim Berindeten Seitling größer aus. Darüber hinaus besitzt der Berindete Seitling ein breites Wirtsspektrum, während der Beschleierte Pappel-Seitling nahezu ausschließlich Pappeln besiedelt.

### Muschelinge
Die seitlich angewachsenen Fruchtkörper einiger Arten aus der Gattung der Muschelinge (Hohenbuehelia) können ebenfalls mit dem Beschleierten Pappel-Seitling verwechselt werden. Sie haben jedoch eine sehr dünne bis deutlich ausgeprägte gelatinöse Schicht unter der Huthaut. Charakteristisch für die Muschelinge sind die spitzen, dickwandigen, kristallbesetzten und lichtbrechenden Zystiden (Metuloide) an den Lamellenflächen, meist auch an den Schneiden und bisweilen sogar in der Hutdeckschicht.

### Klebriger Schleierseitling
Junge Fruchtkörper des Klebrigen Schleierseitlings (Tenacellus patellaris) besitzen zwar ebenfalls eine membranartige Haut vor den Lamellen und ein weißes bis cremefarbenes Sporenpulver, aber die Fruchtkörper werden lediglich bis zu 3 cm groß. Außerdem verfärbt sich das Sporenpulver mit Melzers Reagenz deutlich blauschwarz, während die „echten“ Seitlinge inamyloide Sporen besitzen. Als Substrat bevorzugt der Doppelgänger vor allem Hasel, kommt aber auch auf anderen Laubhölzern vor, die der Beschleierte Pappel-Seitling besiedelt.

## Ökologie
Der Beschleierte Pappel-Seitling ist wie der Berindete Seitling (Pleurotus dryinus) ein Schwächeparasit, d. h., er befällt z. B. durch Dürre oder Staunässe geschwächte Bäume. Nach dem Absterben des Wirts kann der Pilz noch einige Zeit als Saprobiont vom Substrat zehren. Dabei verursacht er im Kernholz eine intensive Weißfäule. Die Art besiedelt überwiegend Stämme, Stümpfe und herabgefallene Äste von Pappeln, vor allem Silber- und Zitter-Pappeln. Sehr selten ist der Pilz auch an Weiden und Vogelbeere anzutreffen.

## Verbreitung
Der Beschleierte Pappel-Seitling ist in Europa in der temperaten bis borealen Zone zuhause und darin hauptsächlich in subborealen-subkontinentalen Gebieten verbreitet. In Mitteleuropa existieren Fundmeldungen aus Deutschland, Kroatien, Liechtenstein, Österreich, der Slowakei, Tschechien und Ungarn. Im Norden Europas konnte die Art bislang nur in Finnland und Schweden nachgewiesen werden. In Deutschland sind nur vereinzelte Funde aus den südlichen Bundesländern Bayern und Baden-Württemberg bekannt.
Der Pilz ist in Baden-Württemberg nicht eingesessen. Er konnte von der Ausbreitung der Zitter-Pappel durch den Menschen als bodenbereitender Waldpionier (Vorholz) nach dem 2. Weltkrieg nur wenig profitieren. Seit der Baum nicht mehr gefördert wird, ist der Beschleierte Pappel-Seitling dem Aussterben preisgegeben. Schutzmaßnahmen werden jedoch für wenig sinnvoll erachtet.

## Bedeutung
Der Beschleierte Pappel-Seitling ist kein Speisepilz, als Baum- und Holzschädling ist er aufgrund seiner Seltenheit unbedeutend.